# Renate Vogel
Renate Bauer, geb. Vogel (* 30. Juni 1955 in Karl-Marx-Stadt) ist eine ehemalige Schwimmerin, die für die DDR startete. 1979 flüchtete sie aus der DDR und informierte in der Bundesrepublik Deutschland über das DDR-Zwangsdoping-System.

## Karriere
Ihr erster großer Erfolg gelang der Brustschwimmerin bei den Olympischen Spielen 1972 in München, als sie mit der DDR-Staffel über 4 × 100 Meter Lagen die Silbermedaille gewann. Ein Jahr später wurde sie bei den ersten Schwimmweltmeisterschaften in Belgrad Weltmeisterin sowohl über die 100 Meter als auch über die 200 Meter Brust. Bei den Schwimmeuropameisterschaften 1974 in Wien gewann sie hinter Christel Justen die Silbermedaille.
In ihrer Karriere konnte sie außerdem im Jahr 1974 den Weltrekord über 100 Meter Brust und zwischen 1972 und 1974 mit der DDR-Staffel den Weltrekord über 4 × 100 Meter Lagen mehrmals verbessern.

## Flucht und Verfolgung
Nachdem im Frauenschwimmen eine Intensivierung von Training und medizinischer Leistungsmanipulation nach den Olympischen Spielen 1972 einsetzte, machten auch bei den Sportlern Dopinggerüchte die Runde. Nachdem Renate Vogel bei der EM 1974 als Favoritin gehandelt worden war, aber nur Silber hinter der Westdeutschen Christel Justen gewonnen hatte, wurde sie von den Sportfunktionären als Versagerin behandelt. Nach dem Abschluss ihrer Ausbildung wurde der länger gereifte Entschluss der Flucht in die Tat umgesetzt. Sie erhielt von Freunden Geld für ein Flugticket und einen bundesdeutschen Pass und bestieg unter falscher Identität im September 1979 nach einem Urlaubsaufenthalt in Budapest ein Flugzeug nach München. Nach ihrer Ankunft berichtete sie in verschiedenen internationalen Medien umfangreich über die ostdeutsche Talentförderung und die dabei angewendeten systematischen und versteckten Dopingpraktiken der DDR. Eine anschließende Bedrohung durch Racheaktionen des SED-Regimes wurde offenbar, als sie anlässlich eines ORF-Interviews in Wien durch Personenschützer bewacht werden musste. Sie erzählte, dass schon 14-jährigen Medikamente gespritzt oder ins Essen gemischt würden.
Nach ihrer Flucht in die Bundesrepublik arbeitete sie zunächst als Schwimmtrainerin beim SV Bietigheim und war von 1982 bis 1988 Assistenztrainerin der bundesdeutschen Nationalmannschaft. Seit 1983 arbeitet sie zudem als selbstständige Einzelhandelskauffrau.
Renate Vogel ist die Cousine der Schwimmerin Helga Lindner, die 1970 Europameisterin über 200 m Schmetterling wurde.